# Tachina interrupta
Tachina interrupta là một loài ruồi trong họ Tachinidae.